# Тихерас-Пик
Тихерас-Пик (англ. Tijeras Peak) — горная вершина в хребте Сангре-де-Кристо Скалистых гор Северной Америки. Четырёхтысячник высотой 4146 м расположен примерно в 16 км к юго-востоку от городка Крестон в округе Савоч, штат Колорадо, США. Расположен на границе между национальным парком Грейт-Санд-Дьюнс и национальным лесом Рио-Гранде. Тихерас-Пик является самой высокой точкой национального парка Грейт-Санд-Дьюнс.
В переводе с испанского «Tijeras» означает «ножницы». Гора получила своё название, поскольку имеет двойную скалистую вершину, направленную в разные стороны (как раскрытые лезвия у ножниц).

## Общая информация
Тихерас-Пик вместе с соседними вершинами Мьюзик-Маунтин (англ. Music Mountain), Милуоки-Пик (англ. Milwaukee Peak) и Пико Ашладо относительно скрыты. В этих горах гораздо меньше альпинистов, чем в других горах Крестонской группы. Отличная рыбалка в нижнем и верхнем озёрах Sand Creek делает это место более популярным у рыбаков, чем у альпинистов. С другой стороны, как только маршрут уходит за озёра, он становится абсолютно безлюдным и восходитель может вдоволь насладиться одиночеством и предстоящей схваткой с высотой.
Ещё одна вещь, которая делает Тихерас-Пик и соседние вершины особенными, это их уникальная геология. Когда люди думают о горах Сангре-де-Кристо, они представляют красные бугристые горы Крестонского конгломерата, который составляют Крестон Пик, Крестон Нидл, Пик Гумбольдт и Кит Карсон (см. Крестоны), севернее Тихерас-Пика. Но когда турист проходит гребень горы Мьюзик Маунтин (англ. Music Mountain) на пути к Тихерас-Пику, он может подумать, что каким-то образом был перенесён в горы хребта Сьерра-Невада, поскольку горы в долине Sand Creek состоят из серого гранита, который напоминает Сьерры. Горы долины Sand Creek являются единственными во всём хребте Сангре-де-Кристо, состоящими из такой горной породы. Массив Бланка Пика на юге похож, но он, на самом деле, состоит из гнейса большего возраста, нежели гранит в долине Sand Creek.